# Corydalis emanuelii
Corydalis emanuelii är en vallmoväxtart som beskrevs av Carl Anton von Meyer. Corydalis emanuelii ingår i släktet nunneörter, och familjen vallmoväxter. Inga underarter finns listade i Catalogue of Life.